# سري رامايانا دارشانام
سري رامايانا دارشانام هو عَملٌ أدبي يُعتبَر أعظم ما أبدعهُ كوفيمبو في اللغة الكنادية على أساس المَلحمة الهندوسية رامايانا. إنه أكسبه العديد من الجوائز بما في ذلك جائزة أكاديمية شايتا وجائزة جنانابيث في عام 1967.